# Benjamin Constant Botelho de Magalhães
Pour les articles homonymes, voir Benjamin Constant (homonymie), Botelho et Magalhães.
Benjamin Constant Botelho de Magalhães (né à Niterói le 18 octobre 1836 et mort dans la même ville le 22 janvier 1891) était un militaire, ingénieur, enseignant, penseur politique et homme d’État brésilien, figure emblématique de la république du Brésil.
Ingénieur militaire de formation et docteur en mathématiques, membre de l’armée brésilienne, il se voua cependant à l’enseignement, et contribua à répandre les idées positivistes et républicaines au Brésil (alors encore sous le régime impérial), en particulier parmi les jeunes officiers. À la suite de la proclamation de la république en 1889, à laquelle il eut une part active, il se vit confier le portefeuille de la Guerre et de l’Instruction publique du premier gouvernement républicain, et entreprit une ample réforme de l’enseignement, qu’il n’eut toutefois pas le temps d’achever.

## Biographie

### Formation et début dans la carrière d’enseignant
Benjamin Constant connut une enfance difficile et fit une tentative de suicide à l’âge de 12 ans. Il était le fils de Bernardina Joaquina da Silva Botelho et d’Henrique Leopoldo Botelho de Magalhães, ancien combattant de la guerre d’indépendance de 1822, qui avait quitté l’armée pour raison de santé et créé à son compte une petite école où il enseignait le latin et la grammaire portugaise. Les parents baptisèrent leur fils Benjamin Constant en hommage à l’écrivain et homme politique franco-suisse Benjamin Constant de Rebecque. À la mort du père, la famille s’en alla s’établir à Rio de Janeiro, où, après des études au traditionnel collège Saint-Benoît (colégio de São Bento), il suivit, très jeune encore (en mentant sur son âge), une formation d’ingénieur à l’École militaire, devenant cadet de deuxième classe dès l’âge de quinze ans. Il obtint bientôt son baccalauréat en mathématiques et sciences physiques, et suivit en 1861 les cours de l’Observatoire astronomique impérial.
Il se lança dans la carrière d’enseignant, débutant en 1854 comme professeur de mathématiques élémentaires à l’École militaire. Il dispensa ensuite des cours dans divers autres établissements, dont l’École polytechnique, l’École normale de Rio de Janeiro, le collège Pedro II, et l’École supérieure de guerre, entre autres. Il fut pendant vingt ans, de 1869 à 1889, directeur de l’Institut (pour lors impérial) des enfants aveugles, établissement qui porte aujourd’hui son nom. Il mit au point, à l’usage des jeunes aveugles, une méthode d’apprentissage de l’algèbre, transcrite en braille.

### Guerre de la Triple Alliance
En août 1866, il fut appelé à rejoindre le premier corps de l’armée brésilienne en opération dans la guerre de la Triple Alliance. Au fort d’Itapirú (dans l’actuel Paraguay), il fut chargé, en qualité d’assistant de l’état-major general, de gérer les dépôts militaires, d’aménager des tranchées et d’installer des batteries avancées. En mai, il fut nommé membre effectif de la commission d’ingénieurs auprès du commandement de l’armée brésilienne. Il quitta ladite commission en juillet pour s’occuper des routes reliant Tuiuti à Humaitá. Il rejoignit, toujours en juillet, les troupes qui faisaient mouvement en direction de Tuiucuê, et fut chargé de tracer l’itinéraire à suivre par le gros de l’armée, alors sous les ordres du marquis de Caxias.
En septembre 1867, il dut, pour raison de santé, s’en revenir à Rio de Janeiro, accompagné de son épouse, venue le chercher. Comme soldat, il s’était senti malheureux, esseulé et mal récompensé. Dans les lettres qu’il écrivit du front, adressées principalement à sa femme et à son beau-père, il critiqua sévèrement le commandement de la guerre en général, et Caxias en particulier.

### Retour à Rio de Janeiro et mouvement républicain
Adepte de la philosophie d’Auguste Comte, dont il avait découvert l’œuvre pendant la guerre du Paraguay, il fut à l’origine du mouvement positiviste au Brésil, fondant en particulier la Sociedade Positivista do Brasil ; il quittera cette société par suite de désaccord interne, mais demeurera jusqu’à la fin de sa vie un disciple d’Auguste Comte, dont il adopta la religion de l’humanité. Ses idées positivistes le portèrent à préconiser la forme républicaine de gouvernement. Il fut par ailleurs un abolitionniste convaincu. Alors qu'il était enseignant à l’École militaire Praia Vermelha, il s’appliqua à diffuser les idées positivistes et républicaines parmi les jeunes officiers de l’armée brésilienne impériale, et co-fonda en mai 1887, avec Deodoro da Fonseca, le Clube Militar, établi au sein de l’école. Sa figure prit, dans le milieu militaire de l’époque, des allures de mythe. Il joua ainsi un rôle de premier plan dans les conflits entre l’empereur et l’armée, acquise à l’idée républicaine.
En avril 1863, il avait épousé Maria Joaquina Bittencourt da Costa, fille du deuxième directeur de l’Institut des enfants aveugles, le Dr. Cláudio Luís da Costa. Le couple eut huit enfants, dont deux cependant moururent en bas âge.

### Ministre dans le gouvernement républicain et mort

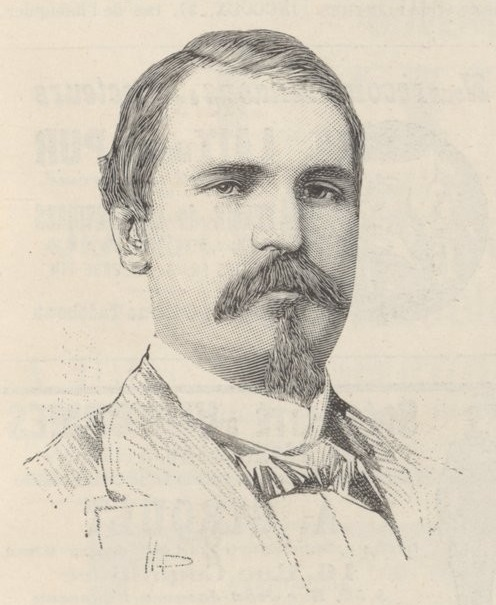
Benjamin Constant, Ministre de la Guerre.

Benjamin Constant fut l’un des principaux organisateurs du soulèvement républicain de 1889. La république une fois proclamée, il quitta son poste à l’Institut des enfants aveugles pour se joindre au gouvernement provisoire comme ministre de la Guerre, mais ayant également dans ses attributions, à titre intérimaire, l’Instruction publique et les Postes et Télégraphes. Par un décret de novembre 1890, il fixa de nouvelles directives pour l’instruction publique, organisant la décentralisation de celle-ci, engageant la construction de bâtiments appropriés à l’enseignement, ordonnant la création de nouvelles écoles, y compris d’écoles normales en vue d’une formation adéquate des enseignants, et mettant en place un fonds scolaire. D’autre part, il mit en œuvre une importante réforme de l’enseignement primaire et secondaire du Distrito Federal nouvellement institué (ancienne municipalité de la Cour).
Les dispositions transitoires de la Constitution de 1891 le consacrèrent fondateur de la République brésilienne.
Bien que militaire, ayant atteint le grade de général de brigade, et décoré pour sa participation à la guerre du Paraguay, il était pacificiste, préconisant qu’il fût mis fin, dans un avenir plus ou moins éloigné, à l’existence des forces armées, réduites alors à un simple rôle de police dans un but de maintien de l’ordre public. Ce point de vue, calqué des idées d’Auguste Comte, fut à la base de sa doctrine du soldat-citoyen, selon laquelle les membres des forces armées, avant que d’être soldats, étaient des citoyens d’un régime républicain et avaient à se comporter comme tels.
Les séquelles de la maladie contractée lors de la guerre de la Triple Alliance empêchèrent Benjamin Constant de mener à terme la première grande réforme de l’enseignement de la république brésilienne. Décédé le 22 janvier 1891, à Jurujuba, Niterói, son cercueil fut posé sur la table où avaient été signés les premiers décrets du gouvernement provisoire. La ville de Benjamin Constant, près du fleuve Amazone, sur la frontière péruvienne, a été nommée en son honneur.

## Musées et institutions

Portique d’entrée de l’Institut Benjamin Constant à Rio de Janeiro, nommé en l’honneur de Benjamin Constant.

En 1890, en souvenir de ce que Benjamin Constant avait été pendant de longues années le directeur de l’ancien Institut impérial des Enfants aveugles, institution créée en 1854 par l’empereur Pierre II pour prendre en charge les enfants déficients visuels, le gouvernement provisoire de la République fraîchement proclamée renomma celui-ci Institut Benjamin Constant, lequel, abstraction faite de quelques périodes, est resté en activité jusqu’à nos jours.
En 1972, le gouvernement brésilien transforma en Museu Casa de Benjamin Constant l’ancienne résidence de Benjamin Constant dans le quartier de Santa Teresa à Rio de Janeiro. Ce musée maintient et expose à l’intention du grand public la demeure dans l’état où elle se trouvait à la fin du XIXe siècle, lorsqu’y mourut Benjamin Constant. Pour le public savant, il réalise des recherches de caractère historique et sociologique sur le Brésil de la fin du XIXe et du début du XXe siècle.